# Природно-заповідний фонд Новосанжарського району
Природно-заповідний фонд Новосанжарського району становить 13 об'єктів ПЗФ (10 заказників та 3 пам'ятки природи). З них 1 — загальнодержавного значення (Малоперещепинський ботанічний заказник). Загальна площа ПЗФ — 5213,2 га.

## Території та об'єкти

### Заказники
| Назва об'єкта        | Тип, категорія, значення                        | Рік створення | Площа (га) | Місцезнаходження | Зображення |
| -------------------- | ----------------------------------------------- | ------------- | ---------- | --- | ---------- |
| «Зачепилівський»     | Заказник ботанічний місцевого значення          | 2002          | 826,8      | околиці с. Зачепилівка |            |
| «Мазанка»            | Заказник загальнозоологічний місцевого значення | 2005          | 191,7      | між селами Кунцеве та Балівка |            |
| «Малоперещепинський» | Заказник ботанічний загальнодержавного значення | 1980          | 640        | між селами Мала Перещепина та Маньківка                                                                                           |            |
| «Маячківський»       | Заказник ландшафтний місцевого значення         | 2002          | 1436,3     | с. Маячка, правий берег р. Оріль, Новосанжарське лісництво, кв. 36-41                                                             |            |
| «Новосанжарський»    | Заказник ландшафтний місцевого значення         | 1994          | 1112       | Новосанжарське лісництво, кв. 1-4, 6, 11, 13, 15-25, 42                                                                           |            |
| «Ревазівський»       | Заказник гідрологічний місцевого значення       | 1979          | 300        | с. Руденківка |            |
| «Середній»           | Заказник загальнозоологічний місцевого значення | 2003          | 130,7      | неподалік сіл Судівка, Лелюхівка та Назаренки                                                                                     |            |
| «Сьомківщина»        | Заказник загальнозоологічний місцевого значення | 2007          | 275        | заплава р. Різничка разом з прилеглою до неї системою заплавних озер в районі сіл Грекопавлівка, Дмитренки, Полузір'я та Білоконі |            |
| «Тетянин гай»        | Заказник ентомологічний місцевого значення      | 2007          | 11,9       | заплава р. Ворскла в районі с. Клюсівка та смт. Нові Санжари                                                                      |            |
| «Шедієво»            | Заказник гідрологічний місцевого значення       | 1992          | 273        | с. Шедієве |            |

### Пам'ятки природи
| Назва об'єкта     | Тип, категорія, значення                       | Рік створення | Площа (га) | Місцезнаходження                                                      | Зображення |
| ----------------- | ---------------------------------------------- | ------------- | ---------- | --------------------------------------------------------------------- | ---------- |
| «Вовчі Гори»      | Пам'ятка природи ботанічна місцевого значення  | 2005          | 11,9       | східна околиця с. Лелюхівка                                           |            |
| «Парк відпочинку» | Пам'ятка природи ботанічна місцевого значення  | 1969          | 3,4        | смт. Нові Санжари                                                     |            |
| «Рудні піски»     | Пам'ятка природи геологічна місцевого значення | 1979          | 0,5        | с. Кунцеве, південна околиця, Новосанжарське лісництво, кв. 48 вид. 1 |            |